# Heidi Voelker
Heidi Voelker (Pittsfield, 29 ottobre 1969) è un'ex sciatrice alpina statunitense.

## Biografia
La Voelker debuttò in campo internazionale in occasione dei Mondiali juniores di Hemsedal/Sälen 1987, dove vinse la medaglia d'argento nello slalom speciale; esordì in Coppa del Mondo nella successiva stagione 1987-1988 e il suo primo piazzamento nel circuito fu il 15º posto ottenuto nello slalom speciale di Courmayeur del 30 novembre. Debuttò ai Giochi olimpici invernali a Calgary 1988, dove non completò né lo slalom gigante né lo slalom speciale, e ai Campionati mondiali a Vail 1989, dove si classificò 14ª nello slalom gigante.
Ai successivi Mondiali di Saalbach-Hinterglemm 1991, sua ultima presenza iridata, si piazzò 8ª nello slalom speciale e ai XVI Giochi olimpici invernali di Albertville 1992 fu 20ª nello slalom speciale; conquistò il suo unico podio in Coppa del Mondo, nonché ultimo piazzamento, il 5 gennaio 1994 a Morzine in slalom speciale (3ª) e ai successivi XVII Giochi olimpici invernali di Lillehammer 1994, sua ultima presenza olimpica, non completò lo slalom gigante. Gareggiò in Coppa del Mondo fino alla stagione 1994-1995 e si ritirò al termine della stagione 1996-1997; la sua ultima gara fu lo slalom gigante dei Campionati statunitensi 1997, disputato il 23 marzo a Sugarloaf e nel quale la Voelker vinse la medaglia di bronzo.

## Palmarès

### Mondiali juniores
- 1 medaglia:
  - 1 argento (slalom speciale a Hemsedal/Sälen 1987)

### Coppa del Mondo
- Miglior piazzamento in classifica generale: 30ª nel 1994
- 1 podio:
  - 1 terzo posto

### Campionati statunitensi
- 3 medaglie (dati parziali fino alla stagione 1994-1995):
  - 1 oro (slalom gigante nel 1995)
  - 2 bronzi (slalom gigante[2] nel 1991; slalom gigante nel 1997)